# Ka 430 (航空機)
ゴータ Ka 430
- 用途：輸送用軍用グライダー
- 設計者：アルベルト・カルカート（Albert Kalkert）
- 製造者：ゴータ車両製造
- 運用者：ドイツ空軍
- 初飛行：1943年
- 生産数：12機
- 運用状況：試作のみ

ゴータ Ka 430（Gotha Ka 430）は、アルベルト・カルカート（Albert Kalkert）により設計され1944年に製造された軍用グライダーである。
終戦までに12機のKa 430が製造されたが、作戦運用された機体は無かった。 Ka 430は12名の兵員を搭載でき、終戦までに1,400 kgの貨物が搭載できるかどうかのテストが続けられていた。防御用として1丁のMG 131 機関銃が装備されていた。

## 要目
- 乗員：
- 積載量：兵員 12名 又は貨物1,400 kg (3,080 lb)
- 全長：13.22 m (43 ft 4 in)
- 全幅：19.50 m (64 ft 0 in)
- 全高：4.16 m (13 ft 8 in)
- 翼面積：
- アスペクト比：
- 空虚重量：1,810 kg (3,990 lb)
- 全備重量：4,600 kg (10,140 lb)
- 最大速度：320 km/h (200 mph)
- 最大滑空比：

- 武装：
  - 1 × MG 131 機関銃 背面銃座